# Deroptyus accipitrinus
Deroptyus accipitrinus là một loài chim trong họ Psittacidae.

## Hình ảnh

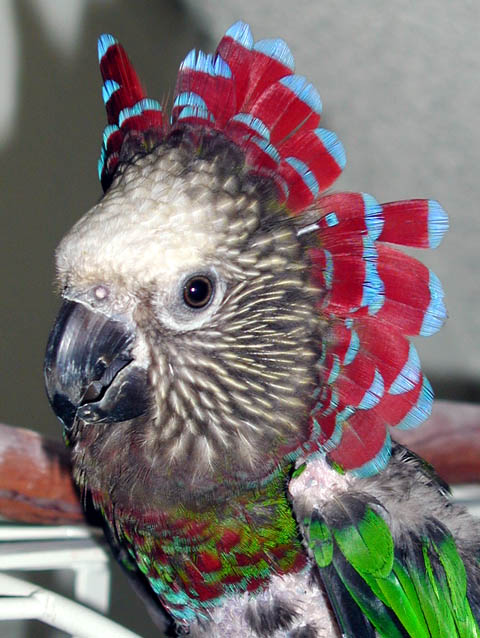
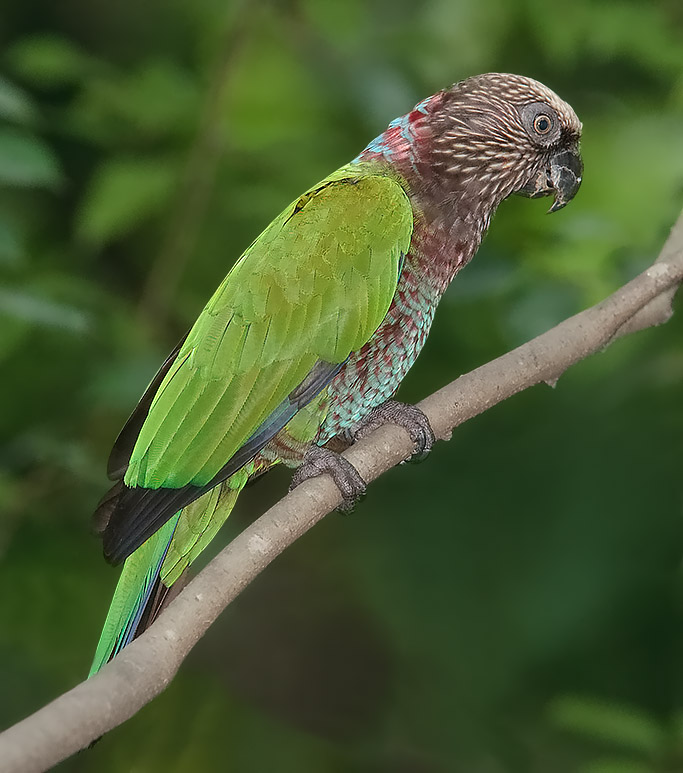
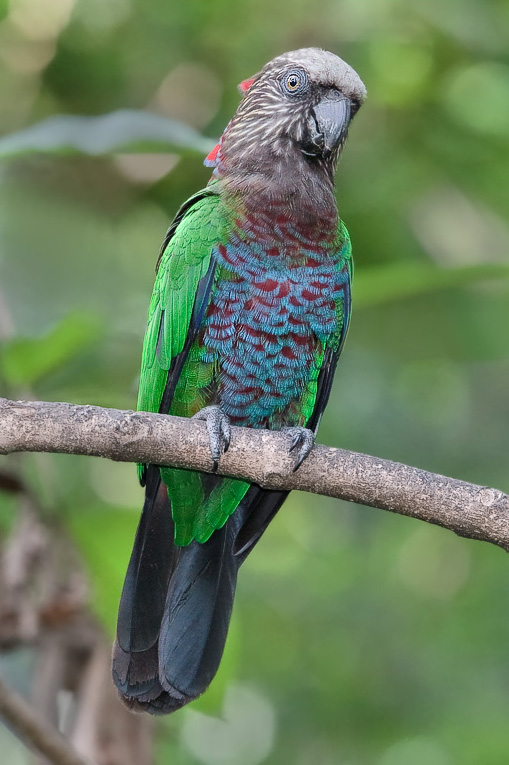
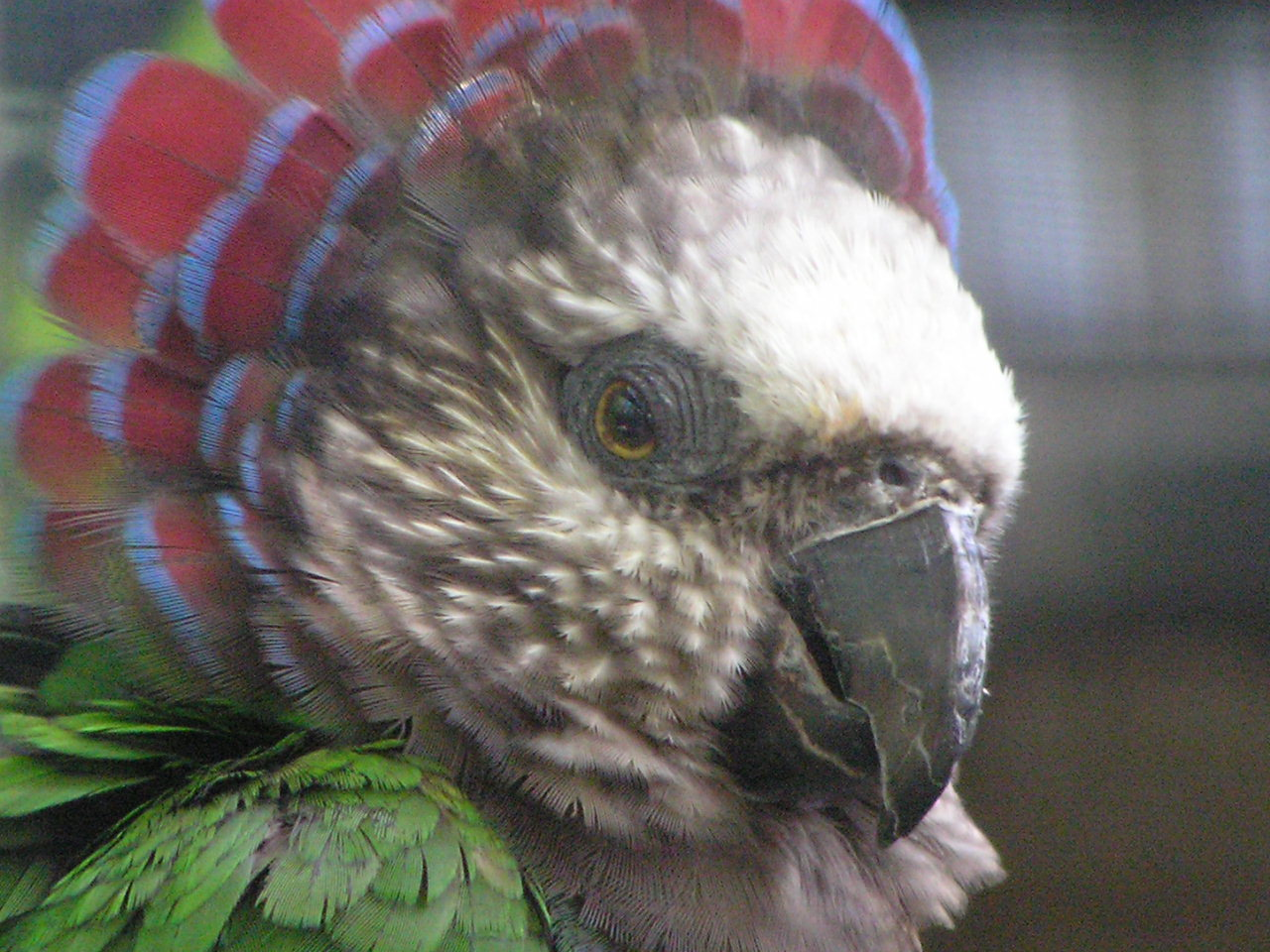
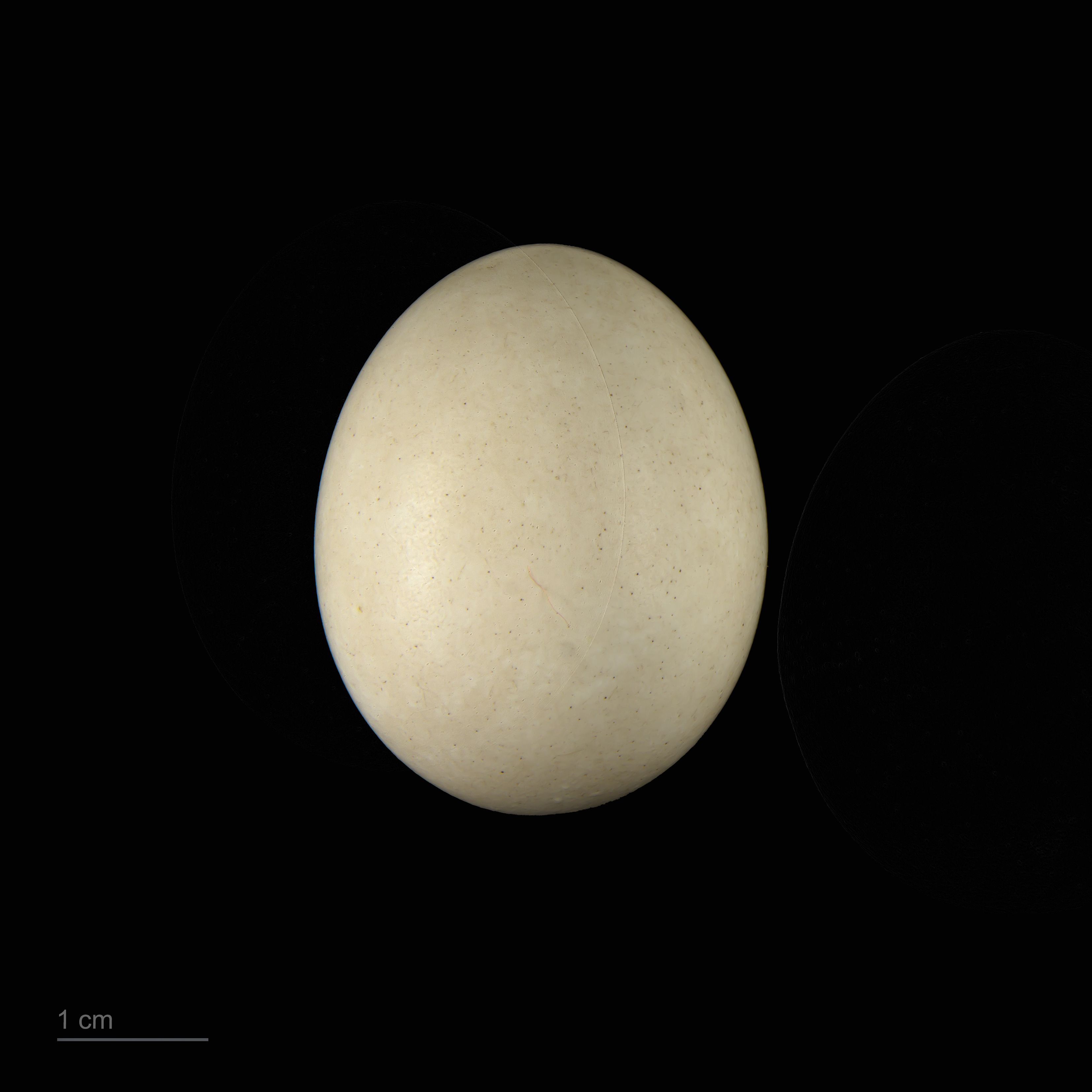
Museum specimen